# 威遠州
威遠州，歷史上存在於滇西地區的一個土州，疆域約為今日的中國的雲南省景谷傣族彝族自治縣。
大理国时为威楚郡。中统三年（1262年），归降元朝政府。至元十二年（1275年），立开南州及威远州，隶威楚路。知《讀史方輿紀要》記載，威遠州東至新化州界，南至孟璉長官司界，西至孟定府界，北至景東府界。